# رایانه کوانتومی توپولوژیکی
رایانه کوانتومی توپولوژیکی (به انگلیسی: Topological quantum computer) یک نوع رایانه کوانتومی می‌باشد. این سیستم از شبه ذرات آنیون گونه در دو بعد بهره می‌برد. در واقع فضای واقعی چنین سیستم‌های سه بعدی می‌باشد، به طوری که نحوه بافت(عمل جابه‌جایی) این شبه ذرات در راستای زمان راستای سوم را می‌دهد. با استفاده از چنین بافت‌هایی می‌توان کلیدهای منطقی تشکیل دهنده رایانه کوانتومی را ایجاد نمود. مزیت رایانه کوانتومی توپولوژیک نسبت به ذرات کوانتومی دام افتاده در پایداری بالای آنها می‌باشد. در واقع تعریف سیستم‌های توپولوژیک در پایداری خصوصیات توپولوژیکی می‌باشد. حال اگر بتوان اطلاعات را در این خواص نوشت آنگاه اطمینان داریم که این اطلاعات از بین نخواهد رفت. چنین بهره‌کشی توپولوژیکی در ابتدا توسط الکسی کیتاف در سال ۱۹۹۷ پیشنهاد داد شده‌است.